# Wilhelm Schmid (Maler, 1812)

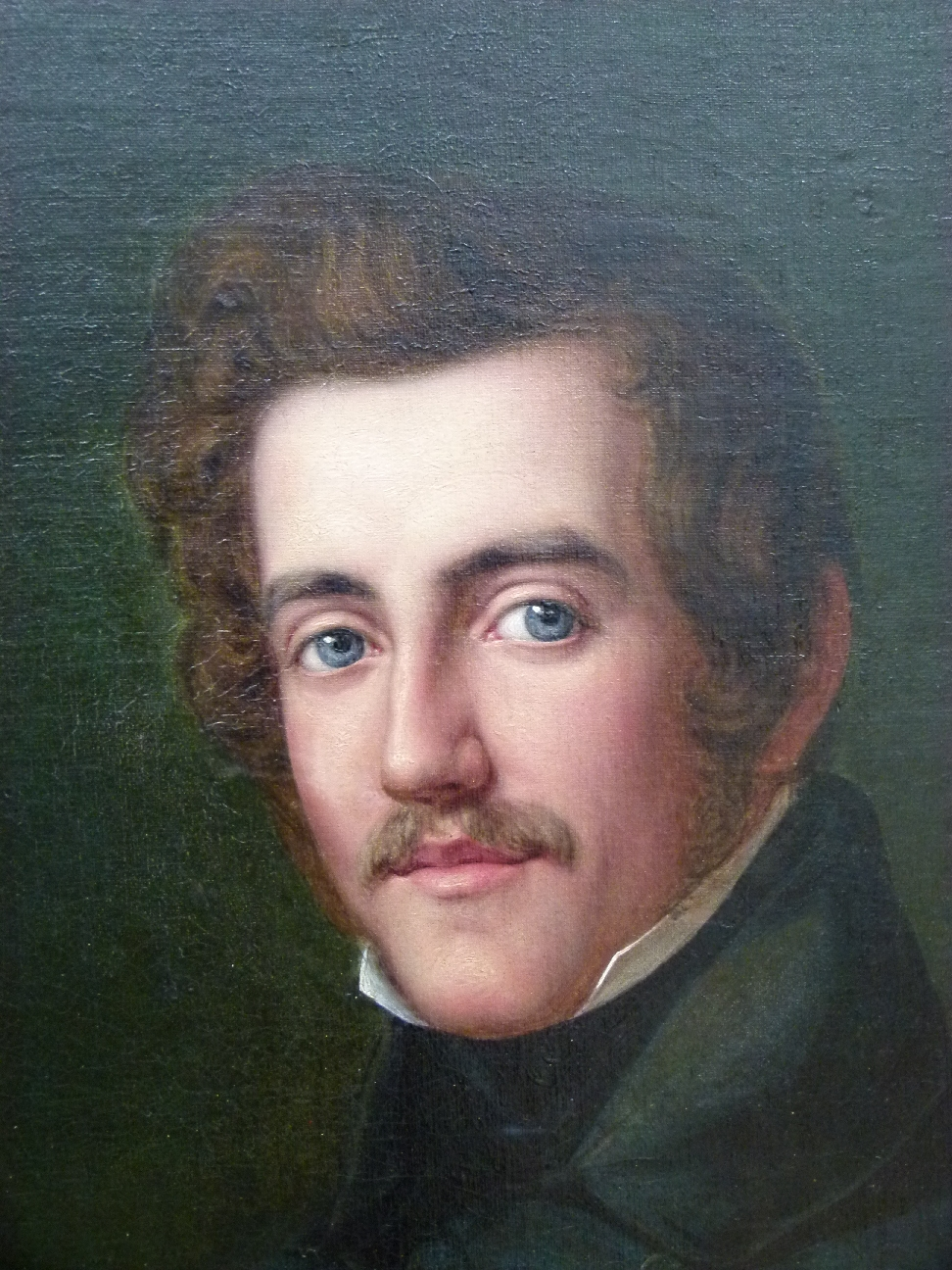
Wilhelm Schmid: Porträt des jungen Juristen Friedrich Carl Theodor Schmeltzer aus Trier. (Ausschnitt) 1838, Öl auf Leinwand, 90 cm × 68 cm. Stadtmuseum Simeonstift Trier. Inv.-Nr.: III 1639

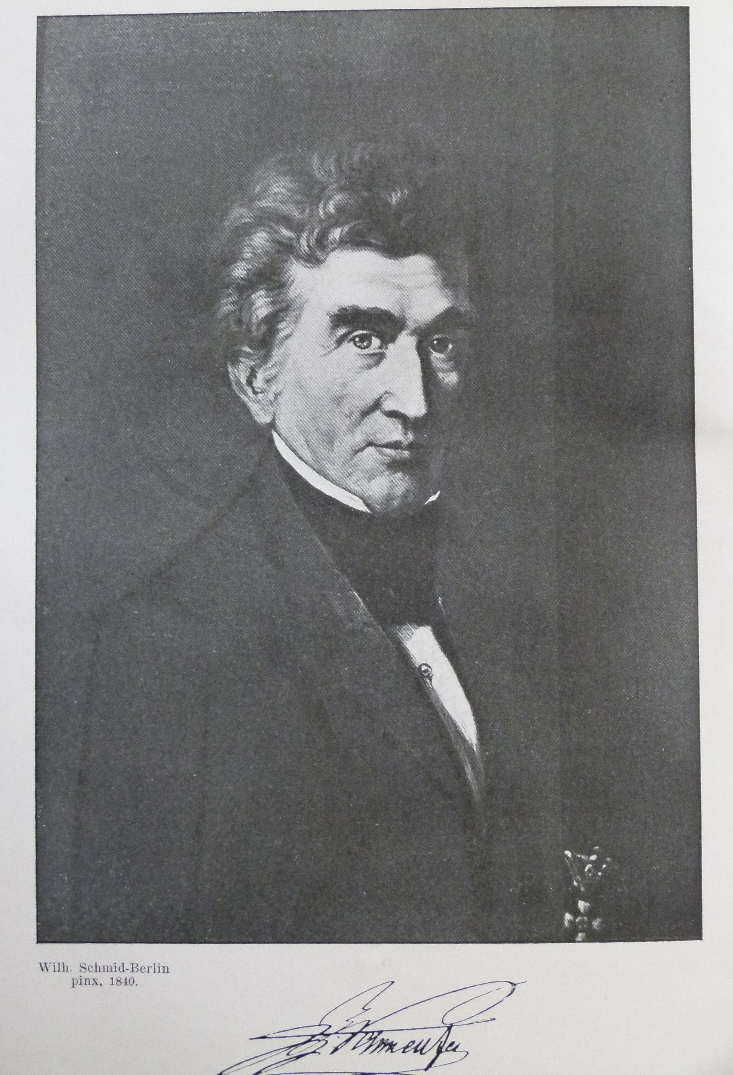
Wilhelm Schmid: Porträt des Geheimen Regierungsrates Jacob Christian Schmeltzer aus Trier. 1840, Öl auf Leinwand, 70 cm × 58 cm, veröffentlicht als Frontispiz in: Trierisches Archiv, Ergänzungsheft II, Trier 1901.

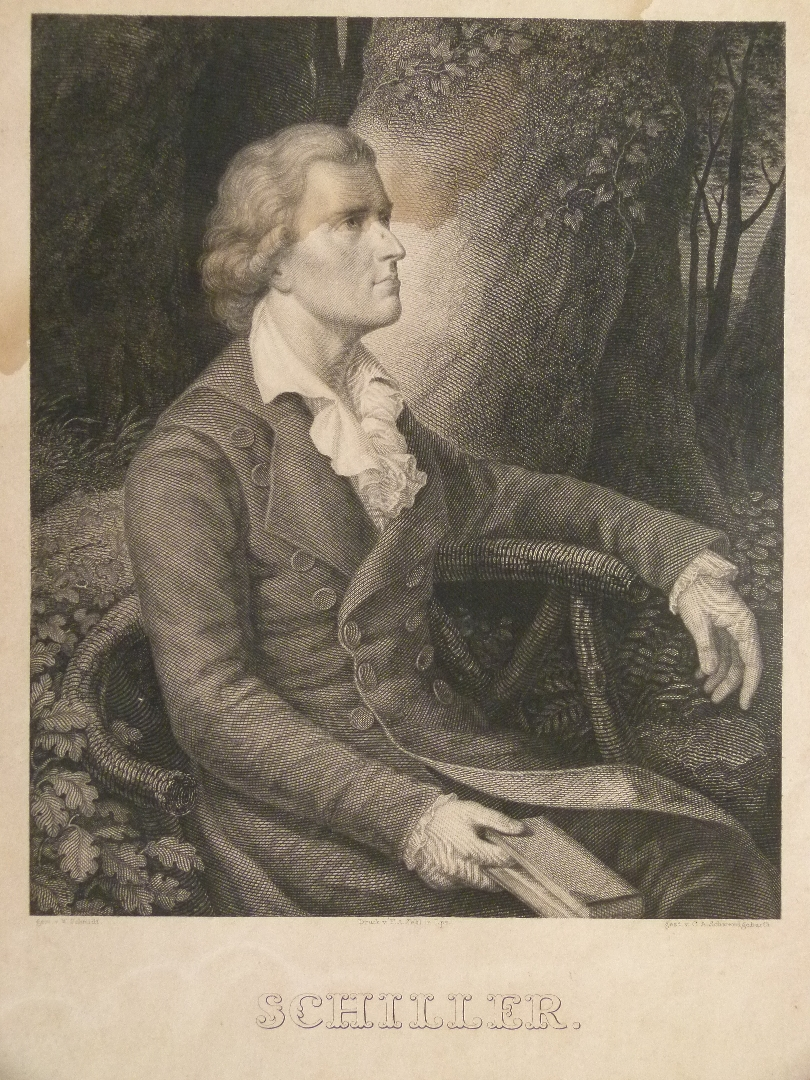
Carl August Schwerdgeburth nach Wilhelm Schmid: Porträt des Dichters Friedrich Schiller. Vor 1840, Kupferstich, 44,4 cm × 34,5 cm, Stadtmuseum Simeonstift Trier.

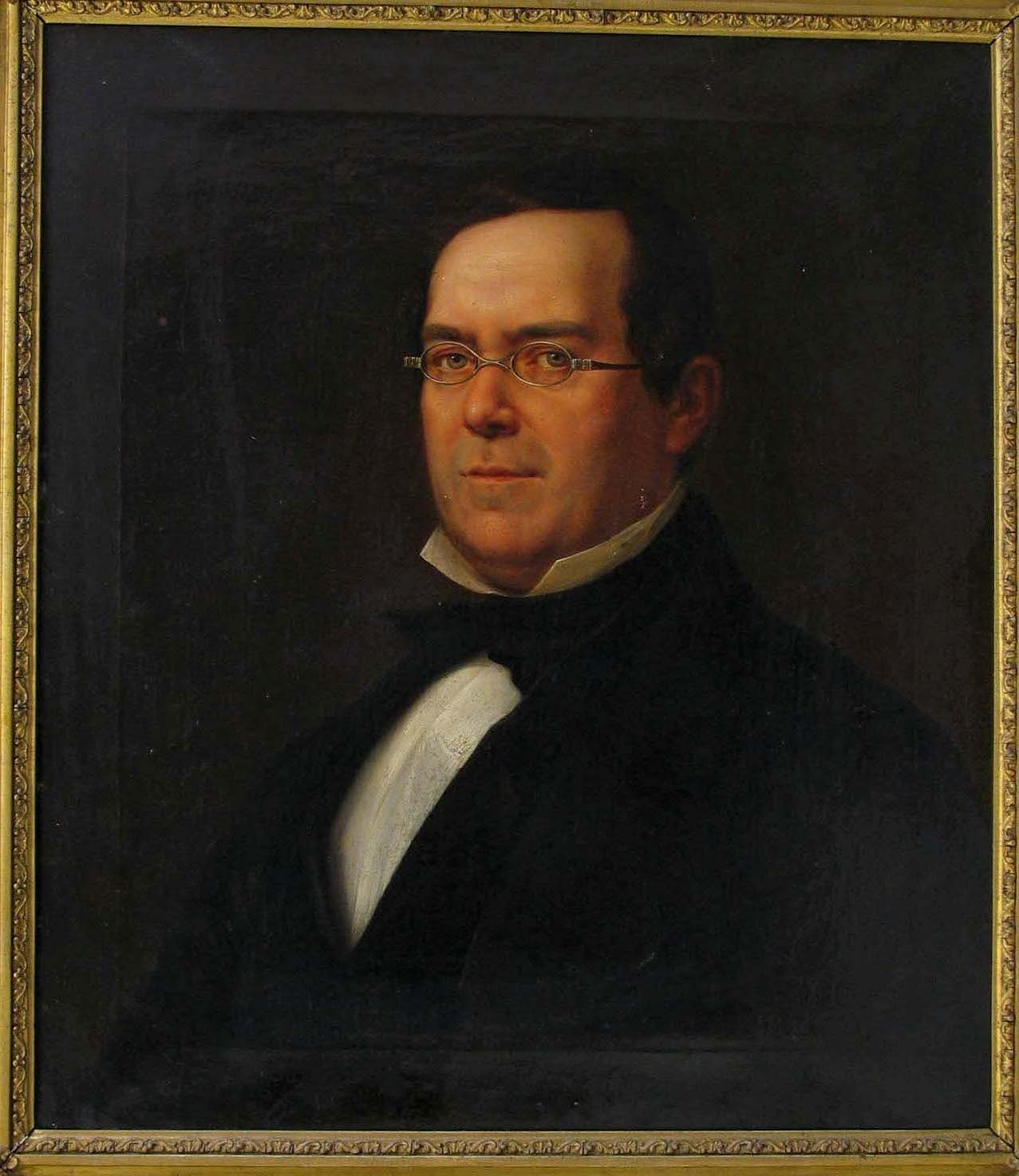
Wilhelm Schmid: Porträt des Casinodirektors Johann Josef Reiff. 1848, Öl auf Leinwand, 63 cm × 55 cm. Mittelrhein-Museum Koblenz.

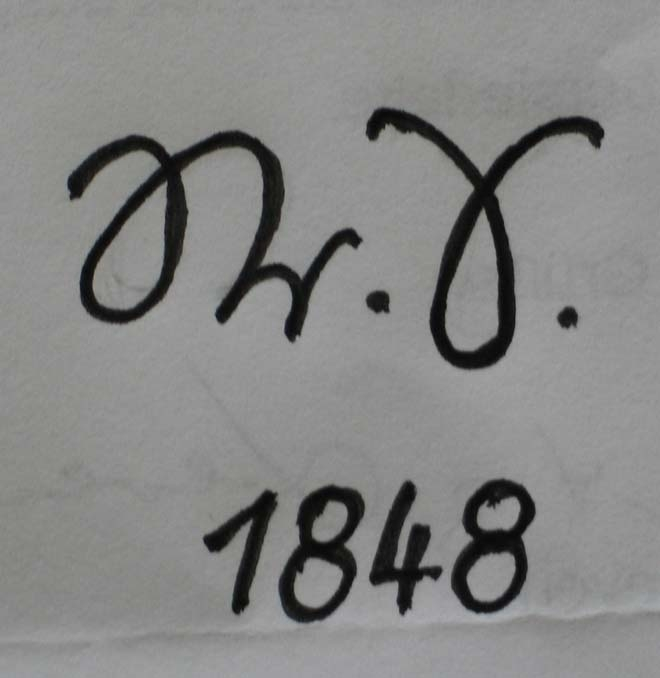
Typische Signatur mit Monogramm „W.S.“, hier Porträt Reiff.

Wilhelm Schmid (* 25. April 1812 in Berlin; † 10. Januar 1857 in Koblenz) war ein deutscher Maler, vor allem Porträtist.

## Leben und Wirken

### Herkunft und Ausbildung
(Friedrich) Wilhelm Schmid war das jüngste von fünf Kindern des Malers Peter Schmid und seiner Ehefrau Barbara Maria geborene Saarburg. Die Familie stammte ursprünglich aus Trier, wurde aber 1810 in Berlin ansässig. Der Vater Peter Schmid machte dort als Reformer des Zeichenunterrichts in Theorie und Praxis, als Fachschriftsteller und als Porträtist eine beachtliche Karriere und wurde mit dem Professorentitel ausgezeichnet. Seinen Kindern vermittelte er eine intensive künstlerische Ausbildung, die bei Wilhelm Schmid wie auch bei dessen Bruder Carl Friedrich Ludwig Schmid zur erwünschten Berufswahl als Maler führte. Ob Wilhelm Schmid nach der Vorbereitung durch seinen Vater auch an der Kgl. Preußischen Akademie der Künste in Berlin studierte, bleibt offen. Zum ordentlichen Mitglied der Akademie wurde er jedenfalls nicht berufen.

### Künstlerischer Werdegang in Berlin
Wilhelm Schmid spezialisierte sich auf die Porträtmalerei, die in der ersten Hälfte des 19. Jahrhunderts auf eine außerordentlich hohe Nachfrage stieß. Neben dem Hof wurde die neue Schicht eines erstarkten und selbstbewussten Bürgertums zum großen Auftraggeber der Porträtmaler. So konnten für die Stadt Berlin im Zeitraum von 1820 bis 1850 rund 3500 Porträts von 470 Malern (nur Ölgemälde, andere Techniken und Miniaturen nicht mitgerechnet) nachgewiesen werden. Auch Wilhelm Schmid profitierte von diesem Boom. Er beteiligte sich ab 1834 regelmäßig an den Akademischen Kunstausstellungen Berlin, „dem Zentral- und Sammelpunkt des Berliner Kunstlebens“ (Rosenberg). Zeitgenössisch wurde er als „Maler von Berlin“ bezeichnet, der durch zahlreiche Porträts, Brustbilder und Kniestücke, teilweise in Lebensgröße, bekannt sei. Seine überlieferten Ölgemälde reihen sich zwanglos in den Typus des realistischen Gesellschaftsporträts des Biedermeier ein, geprägt von der neuen Vornehmheit des Schlichten und Natürlichen. Ausgeglichene Ruhe und zurückhaltender Ernst tragen den Stimmungsgehalt. Die Modelle posieren großfigurig vor dunklem Hintergrund, das Licht konzentriert sich auf den Kopf, um das Antlitz zur bestmöglichen Wirkung zu bringen. Beispielhaft steht das 1838 gefertigte Bildnis des jungen Trierer Juristen Friedrich Carl Theodor Schmeltzer, der in Berlin gerade sein Studium der Rechtswissenschaften abgeschlossen hatte und später als Landgerichtsrat in Trier wirkte. Zwei Jahre später porträtierte Wilhelm Schmid auch dessen Vater, den Trierer Gutsbesitzer und leitenden Verwaltungsbeamten Jacob Christian Schmeltzer, anlässlich des 50-jährigen Dienstjubiläums und der Verleihung des Titels „Geheimer Regierungsrat“.

### Das Schiller-Bildnis
Gegen Ende der 1830er Jahre, noch während seiner Berliner Zeit, schuf Wilhelm Schmid ein Schiller-Porträt, das als „Schmid-Typus“ in den Bilddiskurs zu Friedrich Schiller einging. In einer Waldlaube sitzend hat Schiller gerade seine Lektüre unterbrochen und lauscht mit empor gerichtetem Blick der Stimme der Natur. Schmid ließ den Dichter wie einen zweiten Jean Jacques Rousseau in den populären französischen Darstellungen des frühen 19. Jahrhunderts agieren. Die Übertragung auf den deutschen Bereich galt als bahnbrechend, zumal Schiller die Schriften Rousseaus in seiner Jugend begeistert aufgenommen hatte. Das originale Ölgemälde Schmids gilt heute zwar als verschollen. Es war jedoch noch vor 1840 durch den Weimarer Hofkupferstecher Carl August Schwerdgeburth in einen weit verbreiteten Stich umgesetzt worden.

### In der Rheinprovinz
Nach mehreren Porträtaufträgen in Trier verlegte Wilhelm Schmid um 1840 seinen Wohnsitz nach dort und beteiligte sich auch gleich an der Trierer Gewerbeausstellung 1840 mit vier, im Katalog nicht näher bezeichneten Porträts. Wenig später zog er weiter nach Koblenz, damals Sitz des Oberpräsidiums der Rheinprovinz mit finanzkräftiger Entourage und Hochburg des Rheintourismus. Von 1844 an bis zu seinem frühen Tod 1857 verzeichnen die Adressbücher der Stadt Koblenz den „Maler“ Wilhelm Schmid mit wechselnden Anschriften. Als ausgezeichneten Porträtisten belegt ihn das 1848 gefertigte Bildnis des Casinodirektors Johann Josef Reiff aus Koblenz, das bisher nur unter „Monogrammist W. S.“ geführt wurde. Soweit die wenigen biografischen Angaben eine Tätigkeit Wilhelm Schmids als Zeichenlehrer erwähnen, lässt sich eine Anstellung im öffentlichen Dienst, etwa am Königlichen Gymnasium Koblenz, nicht nachweisen. Er erteilte jedoch privaten Mal- und Zeichenunterricht. Seine prominenteste Schülerin war Prinzessin Luise von Preußen, die von 1850 bis zu ihrer Hochzeit 1856 mit Friedrich I. Großherzog von Baden in Koblenz lebte.

## Werke
Wilhelm Schmid signierte überwiegend sehr zurückhaltend und lediglich mit seinem Monogramm „W. S.“, was die Zuordnung an den Maler erheblich erschwert. Derzeit sind nur wenige Arbeiten sicher nachzuweisen.
- 1834: Canova’s Hebe. Akademische Kunstausstellung Berlin.[14]
- 1834: Rotunde im Königlichen Museum.
- 1836: Weibliches Kniestück. Akademische Kunstausstellung Berlin.
- 1838: Ein Familienbild. 6 Fuß breit, 5 Fuß hoch. Akademische Kunstausstellung Berlin.
- 1838: Mehrere Porträts.
- 1838/1840: Porträt des Dichters Friedrich Schiller, Ölgemälde, verschollen.
- 1838: Porträt des Juristen Friedrich Carl Theodor Schmeltzer, Trier. Stadtmuseum Simeonstift Trier.
- 1839: Porträt der Anna Johanna Lintz geborene Grach, Trier.[15]
- 1839: Porträt (zugeschrieben) des Kaufmanns Johann Baptist Grach, Trier.
- 1840: Porträt des Geheimen  Regierungsrats Jakob Christian Schmeltzer, Trier.
- 1840: Porträt des Generalmajors von Hüser, Kommandeur der 16. Division. Akademische Kunstausstellung Berlin.[16]
- 1840: 4 Porträts, Gewerbeausstellung Trier.
- 1848: Porträt des Casinodirektors Johann Josef Reiff, Koblenz. Mittelrhein-Museum Koblenz.